# اولدنهوتن
اولدنهوتن (به آلمانی: Oldenhütten) یک شهر در آلمان است که در رندسبورگ-اکرنفورده واقع شده‌است.
 اولدنهوتن  ۱۵۵ نفر جمعیت دارد.